# Massonia tenella
Massonia tenella är en sparrisväxtart som beskrevs av Daniel Carl Solander och John Gilbert Baker. Massonia tenella ingår i släktet Massonia och familjen sparrisväxter. Inga underarter finns listade i Catalogue of Life.